# Boychinovtsi (huyện)
Boychinovtsi là một huyện thuộc tỉnh Montana, Bungaria. Dân số thời điểm năm 2001 là 12258 người.